# ماك برو
ماك برو (بالإنجليزية: Mac pro)‏: هو حاسوب شخصى يصنع من قبل شركة أبل ويعتبر أسرع حاسوب شخصى أصدرته شركة أبل إلى الآن وقد تم الأعلان عنه رسميا في 7 أغسطس 2006 وصدرت منه عدة نسخ وتتجدد اصداراته دوريا كل عدة أشهر اخرها مارس 2012
الجهاز مجهز ب معالجين منفصلين كل معالج من فئة Quad-Core Intel Xeon “Nehalem انتل زيون باربعة انوية حقيقية مما يعطى في المجموع 8 انوية حقيقية وذاكرة رام تبدامن 6 جيجا حتى 32 جيجا وكارت شاشة NVIDIA GeForce GT 120 512MB GDDR3 أو ATI Radeon HD 4870 512MB GDDR5 ونظام تشغيل Mac OS X مما جعل منه المنصة الأقوى لتواكب متطلبات تحريرالفيديو والجرافيكس خصوصا واى أعمال شاقة عموما.

## روابط أخرى
- الموقع الرسمى لأبل ماك برو